# エールディヴィジ (女子)
エールディヴィジ (女子)（蘭: Vrouwen Eredivisie）は、オランダにおける女子プロサッカーリーグのトップディビジョンである。

## 概要
同リーグはオランダで開催されている女子サッカーの国内トップリーグである。2012年から2015年までベルギーと合併でBeNeリーグを開催していたが、2016年からはエールディヴィジとベルギー女子スーパーリーグにそれぞれ戻った。
同国のトップカテゴリーかつプロリーグはエールディヴィジだけであるが、その下には女子トップクラッセ(2部)、女子フーフトクラッセ(3部)、女子エールステクラッセ(4部)とアマチュアのリーグがいくつかあり、エールディヴィジとトップクラッセの間には降格・昇格が存在しない。

## リーグ方式
リーグは12チームで構成され、3回戦総当りで対戦する。本リーグからの降格は現在ないが、長期的には降格・昇格システムが計画されている。リーグ優勝チーム及び準優勝チームにはUEFA女子チャンピオンズリーグ予選への出場権が与えられる。

## 参加チーム

### 2023-24シーズン
| クラブ名                   | ホームタウン         |
| -------------------------- | -------------------- |
| ADOデン・ハーグ            | デン・ハーグ         |
| アヤックス・アムステルダム | アムステルダム       |
| AZアルクマール             | アルクマール         |
| SBVエクセルシオール        | ロッテルダム         |
| フェイエノールト           | ロッテルダム         |
| フォルトゥナ・シッタート   | シッタート・ヘレーン |
| SCヘーレンフェーン         | ヘーレンフェーン     |
| PECズヴォレ                | ズヴォレ             |
| PSVアイントホーフェン      | アイントホーフェン   |
| テルスター                 | フェルセン           |
| FCトゥウェンテ             | エンスヘデ           |
| FCユトレヒト               | ユトレヒト           |

### 歴代優勝チーム
| シーズン | 優勝                       | 準優勝                     |
| -------- | -------------------------- | -------------------------- |
| 2007-08  | AZアルクマール             | ヴィレムII                 |
| 2008-09  | AZアルクマール             | ADOデン・ハーグ            |
| 2009-10  | AZアルクマール             | ADOデン・ハーグ            |
| 2010-11  | FCトゥウェンテ             | ADOデン・ハーグ            |
| 2011-12  | ADOデン・ハーグ            | FCトゥウェンテ             |
| 2012-13  | FCトゥウェンテ             | BeNeリーグ参照             |
| 2013-14  | FCトゥウェンテ             | BeNeリーグ参照             |
| 2014-15  | FCトゥウェンテ             | BeNeリーグ参照             |
| 2015-16  | FCトゥウェンテ             | アヤックス・アムステルダム |
| 2016-17  | アヤックス・アムステルダム | FCトゥウェンテ             |
| 2017-18  | アヤックス・アムステルダム | FCトゥウェンテ             |
| 2018-19  | FCトゥウェンテ             | アヤックス・アムステルダム |
| 2019-20  | 中止                       | 中止                       |
| 2020-21  | FCトゥウェンテ             | PSVアイントホーフェン      |
| 2021-22  | FCトゥウェンテ             | アヤックス・アムステルダム |
| 2022-23  | アヤックス・アムステルダム | FCトゥウェンテ             |
| 2023-24  | FCトゥウェンテ             | アヤックス・アムステルダム |

#### クラブ別優勝回数
| クラブ                     | 優勝回数 |
| -------------------------- | -------- |
| FCトゥウェンテ             | 9        |
| AZアルクマール             | 3        |
| アヤックス・アムステルダム | 3        |
| ADOデン・ハーグ            | 1        |